# Documento de viagem para Refugiados

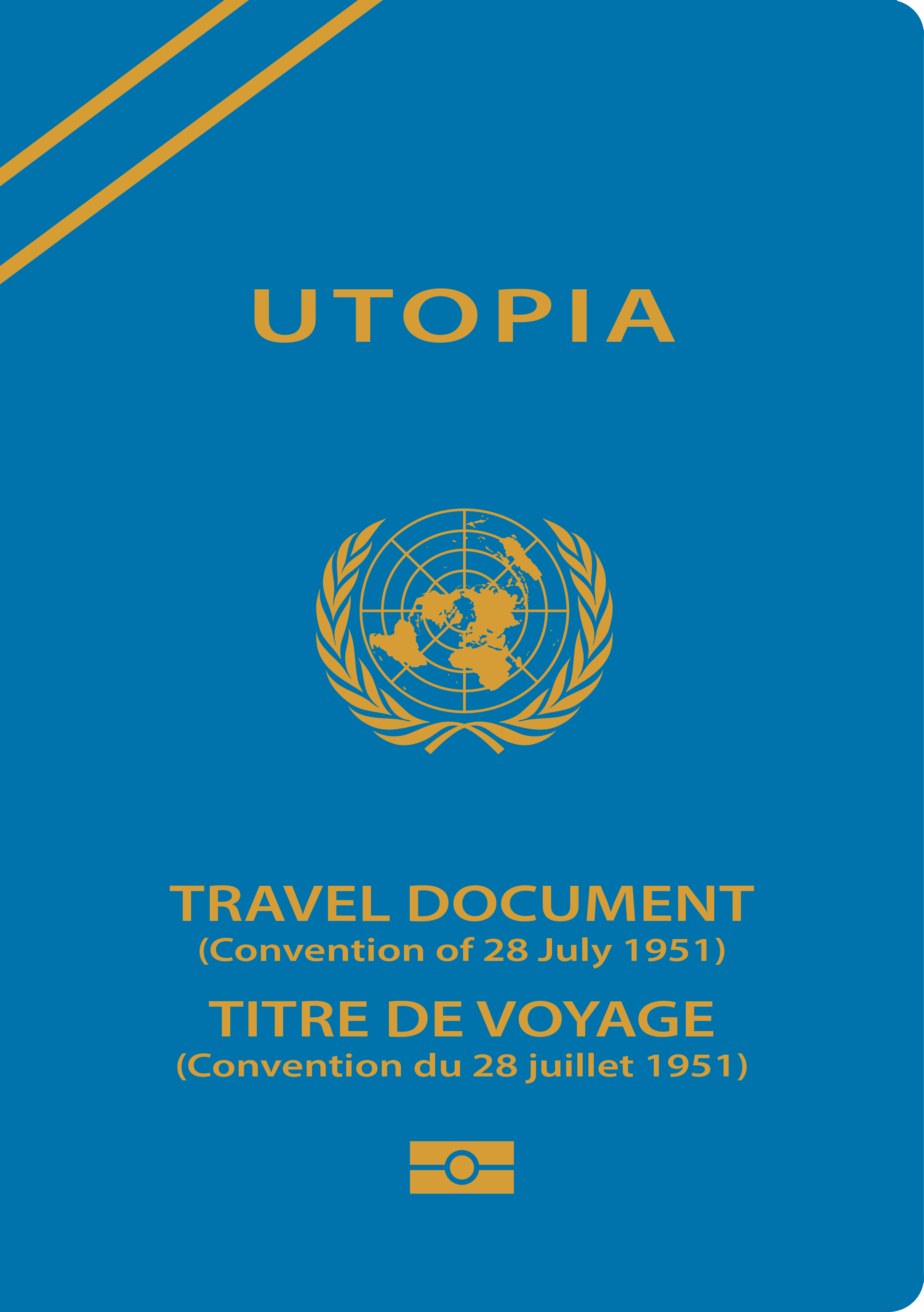
Um exemplo de Documento de Viagem para Refugiados

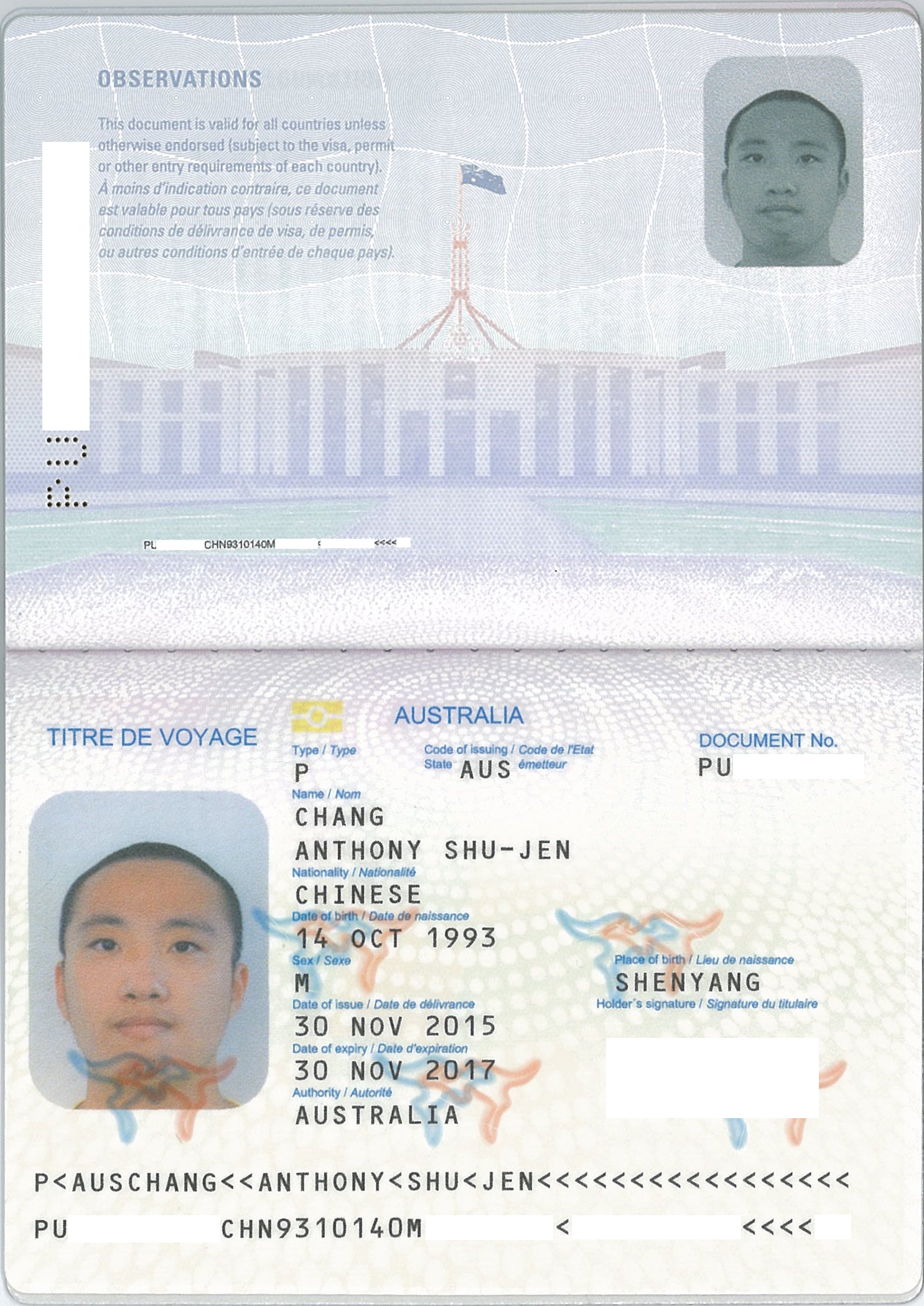
A página de dados de um documento de viagem para refugiados australiano emitido a um chinês refugiado.

Um documento de viagem para refugiados (também chamado de Documento de viagem da Convenção de 1951 ou de Genebra passport) é um documento de viagem emitido a um refugiado pelo estado em que ele reside habitualmente, permitindo que este faça viagens do território deste estado e a ele retornar. Os refugiados são impossibilitados de obter passaportes de seu país de nacionalidade (do qual eles buscaram asilo) e, portanto, precisam de documentos de viagem para que eles possam fazer viagens internacionais.
Os 145 estados signatários da Convenção Relativa ao Estatuto dos Refugiados de 1951 são obrigados a emitir documentos de viagem para refugiados legalmente residentes em seu território.
Os documentos de viagem para refugiados parecem-se com passaportes. Sua capa tem a expressão "Documento de Viagem", em inglês e francês (e, muitas vezes, na língua do país emissor), bem como a data da convenção: 28 de julho de 1951. Os documentos eram originalmente cinza, embora alguns países os emitam em outras cores, com duas linhas diagonais no canto superior esquerdo da capa. Os portadores deste documento gozam de isenção de visto para viajar pelos signatários da convenção. 

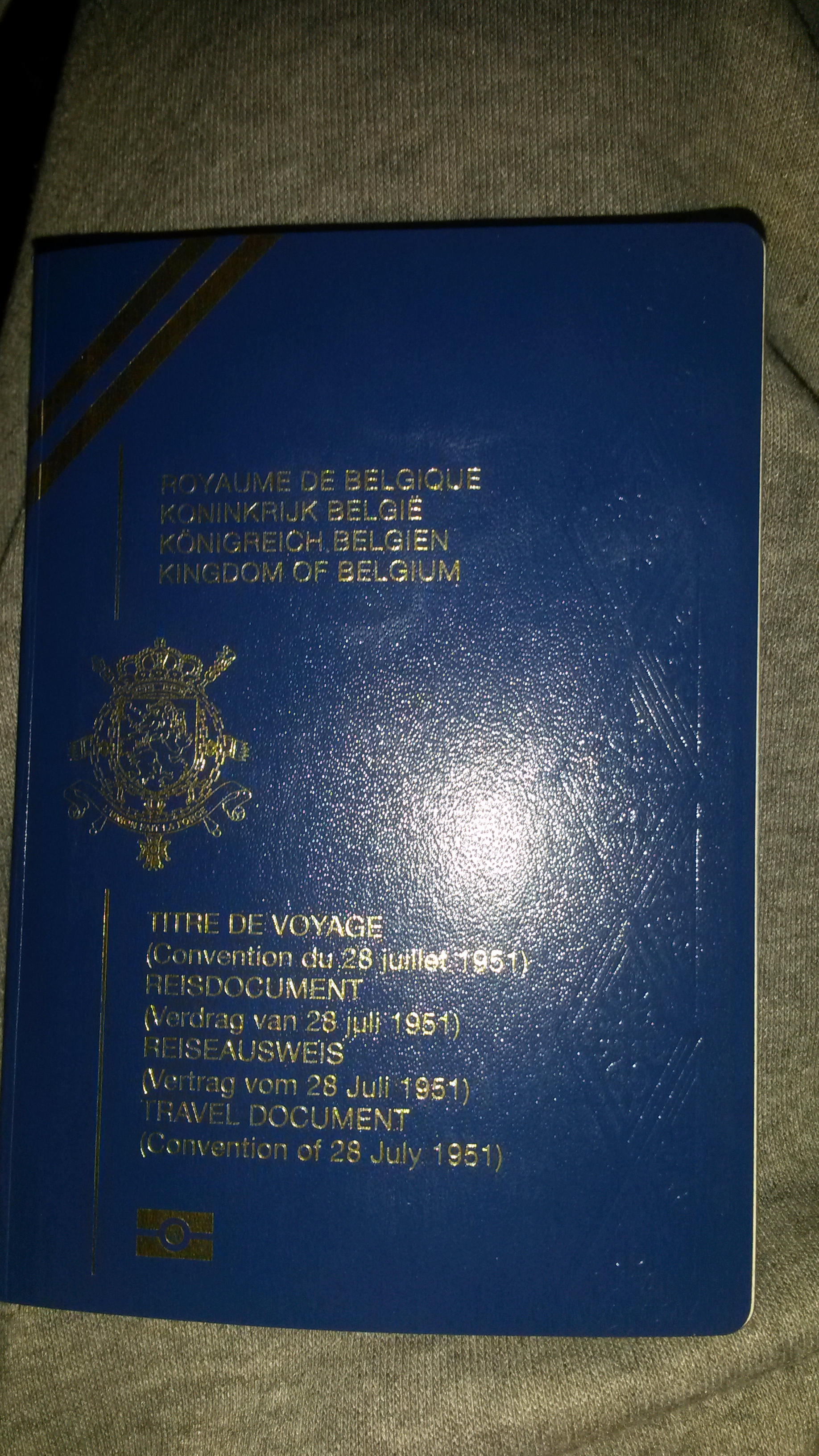
Documento de viagem para refugados emitido pela Bélgica

## Limitações de um documento de viagem para refugiado comparado a um passaporte
Documentos de viagem para refugiados emitidos pelo Governo do Canadá não podem ser usados para viajar para o país de nacionalidade do portador e um documento de viagem para refugiado emitido por outro país não é tratado como um passaporte válido para fins de obtenção de uma Autorização Eletrônica de Viagem para visitar o Canadá.